# Diepholzer Moor
Das Diepholzer Moor ist ein Naturschutzgebiet im Gebiet der Stadt Diepholz im niedersächsischen Landkreis Diepholz. Es ist Teil der Diepholzer Moorniederung.

## Beschreibung
Das 498,0 Hektar große Naturschutzgebiet mit der Kennzeichen-Nummer NSG HA 148 liegt etwa 2 Kilometer westlich des Stadtkerns von Diepholz, südlich der B 214. Hierbei handelt es sich größtenteils um Hochmoorflächen, die teilweise gar nicht abgetorft wurden und auch nicht mehr abgetorft werden. Sie können sich jetzt regenerieren. Vor- und teilweise eingelagert sind Grünlandflächen. Durch die Unterschutzstellung sollen die moortypischen Biotoptypen und das feuchte und nasse Grünland erhalten und entwickelt werden.

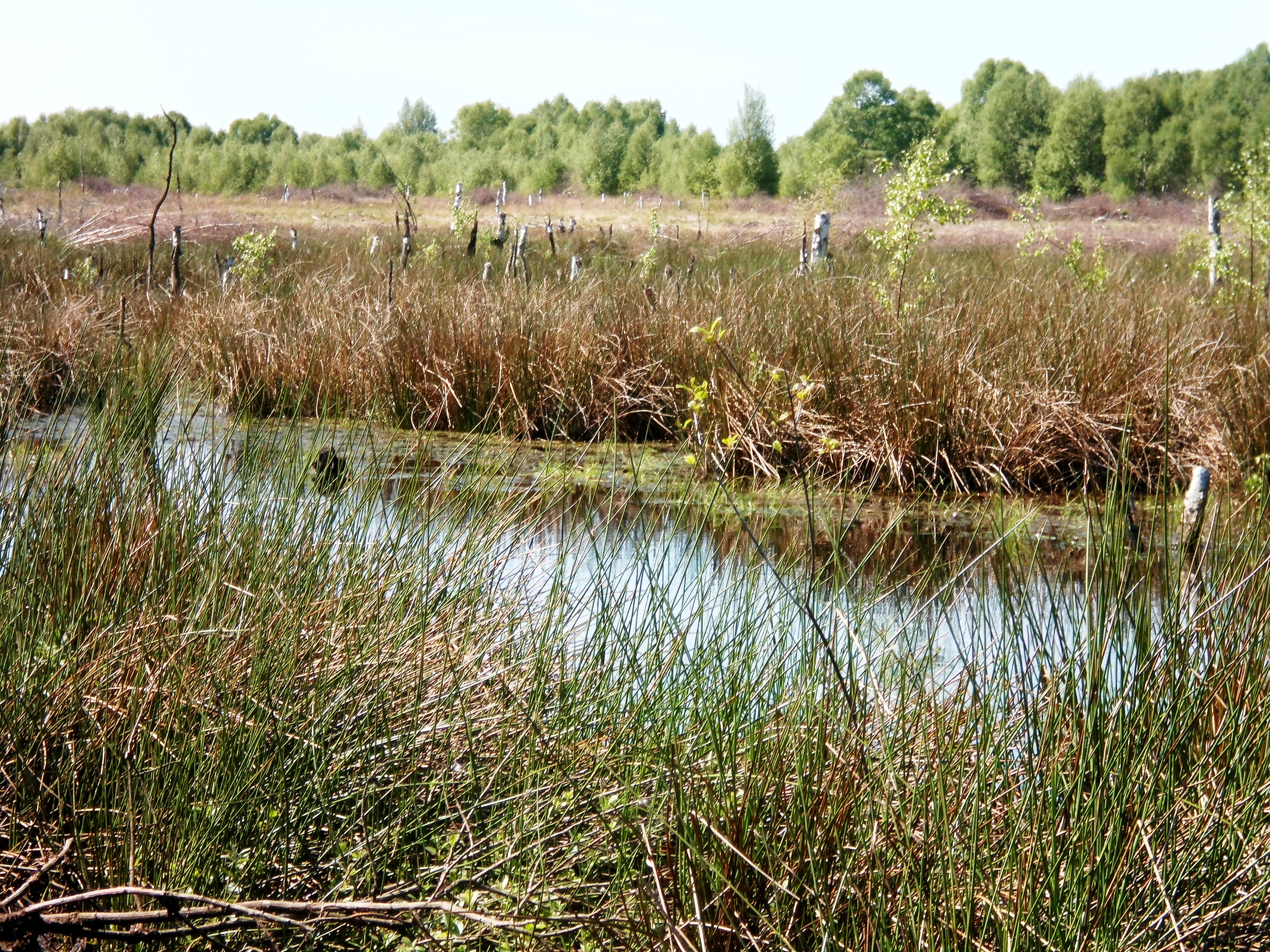
Blick in einen nassen Bereich des NSGs vom Moorerlebnispfad aus
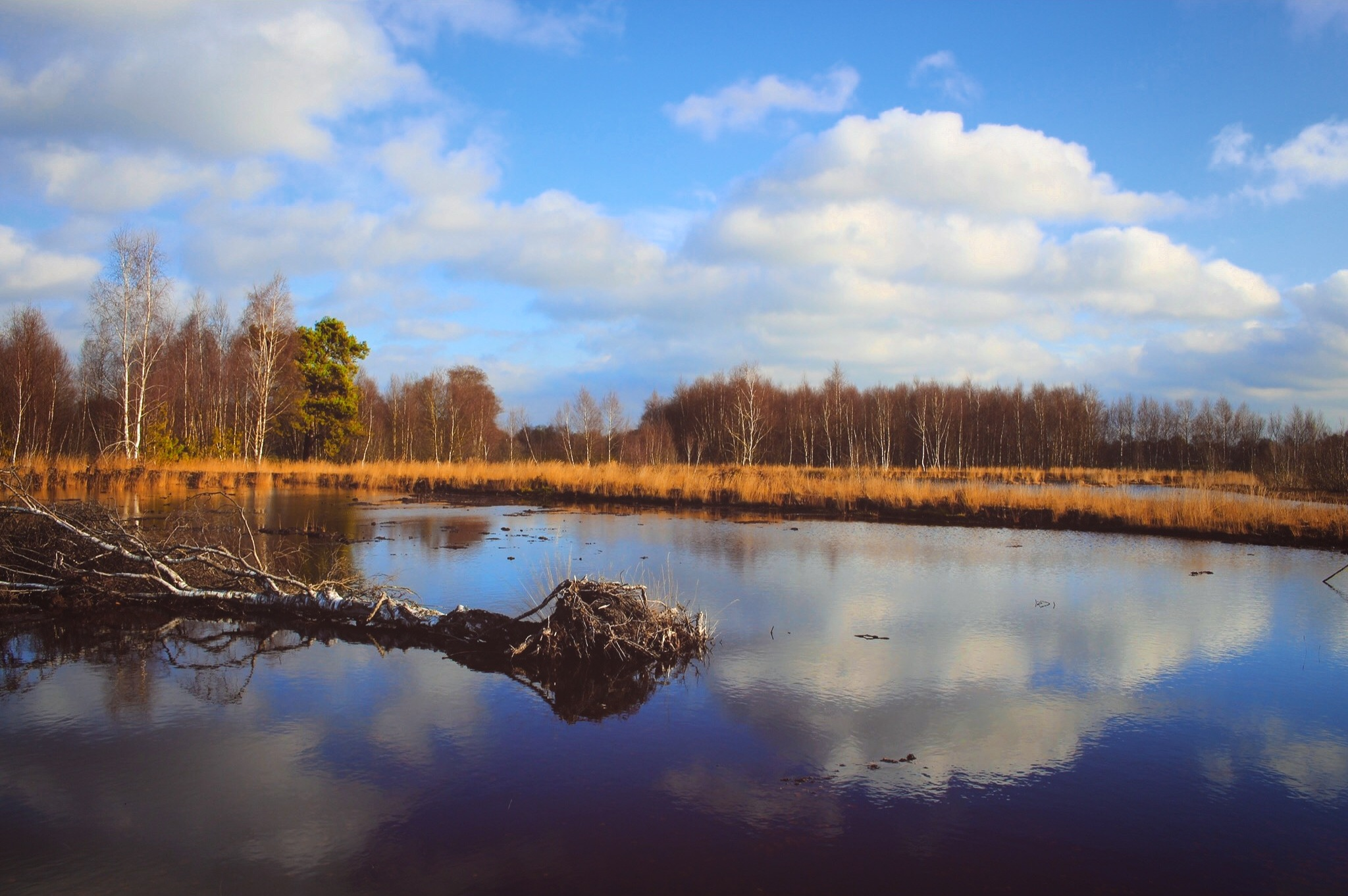
Diepholzer Moor

Das Naturschutzgebiet bildet das FFH-Gebiet 429 „Diepholzer Moor“.
Bei der Kranichzählung der Saison 2012/2013 wurden im Oktober rund 33.000 Kraniche gezählt.
Seit 2009 werden im Diepholzer Moor und im angrenzenden Steinfelder Moor immer wieder vergiftete Greifvögel gefunden.

## Geschichte
Seit 1983 entwickelt und erhält der BUND Diepholzer Moorniederung die Moore.
Mit Verordnung vom 9. April 1990 wurde das Gebiet Diepholzer Moor zum Naturschutzgebiet erklärt. Zuständig ist der Landkreis Diepholz als untere Naturschutzbehörde.